# Liste der Biografien/Bap
Liste der Biografien |
Portal Biografien |
Personensuche
# |
A |
B |
C |
D |
E |
F |
G |
H |
I |
J |
K |
L |
M |
N |
O |
P |
Q |
R |
S |
T |
U |
V |
W |
X |
Y |
Z |
?
 
Ba |
Be |
Bd |
Bg |
Bh |
Bi |
Bj |
Bl |
Bm |
Bn |
Bo |
Br |
Bs |
Bu |
Bw |
By |
Bz
 
Baa |
Bab |
Bac |
Bad |
Bae |
Baf |
Bag |
Bah |
Bai |
Baj |
Bak |
Bal |
Bam |
Ban |
Bao |
Bap |
Baq |
Bar |
Bas |
Bat |
Bau |
Bav |
Baw |
Bax–Baz
Die Liste der Biografien führt alle Personen auf, die in der deutschsprachigen Wikipedia einen Artikel haben. Dieses ist eine Teilliste mit 59 Einträgen von Personen, deren Namen mit den Buchstaben „Bap“ beginnt.

## Bap

### Bapa
- Bapaiah, K., indischer Regisseur des Telugu- und Hindi-Films
- Bapat, Purushottam Vishvanath (1894–1991), indischer Buddhologe und Pali-Forscher

### Bapi
- Bapir, Ali (* 1961), kurdischer islamischer Intellektueller und Politiker im irakischen Kurdistan
- Bapiri, Shaghayegh (* 1991), iranische Handballspielerin
- Bapistella, Helmut (1918–1993), deutscher Offizier und Brigadegeneral

### Bapo
- Bapoh, Ulrich (* 1999), deutsch-kamerunischer Fußballspieler

### Bapp
- Bapp, Karl (1863–1940), deutscher Gymnasiallehrer und Altphilologe
- Bappert, Jakob (1884–1954), deutscher Philosoph, Naturwissenschaftler und Psychologe
- Bappert, Tom-Eric (* 1999), deutscher Eishockeyspieler
- Bappert, Walter (1894–1985), deutscher Verlagsrechtler und Rechtshistoriker
- Bäppler, Otto (1868–1922), deutscher Architekt
- Bäppler-Wolf, Thomas (* 1961), deutscher Schauspieler, Entertainer, Travestiekünstler, Tanzlehrer und Choreograph

### Baps
- Bapst, Edmond (1858–1934), französischer Diplomat und Historiker
- Bapst, Markus (* 1961), Schweizer Politiker (CVP)
- Bapst, Michael (1540–1603), deutscher lutherischer Pfarrer; medizinischer Volksschriftsteller

### Bapt
- Bapté, Laëticia (* 1999), französische Hürdenläuferin
- Baptist, Antony John (* 1965), indischer römisch-katholischer Priester, Bibelwissenschaftler und Theologe
- Baptist, Maria (* 1971), deutsche Musikerin und Professorin
- Baptist, Peter (* 1948), deutscher Mathematiker, Mathematikdidaktiker und Hochschullehrer
- Baptist, Willem (* 1979), niederländischer Regisseur von Dokumentar- und Kurzfilmen
- Baptist-Estrada, Debra, belizianische Zollbeamtin
- Baptista, Abdon (1851–1922), brasilianischer Arzt und Politiker
- Baptista, Abel (* 1963), portugiesischer Politiker (CDS-PP)
- Baptista, Alba (* 1997), portugiesische SchauspielerinAlba Baptista (* 1997)

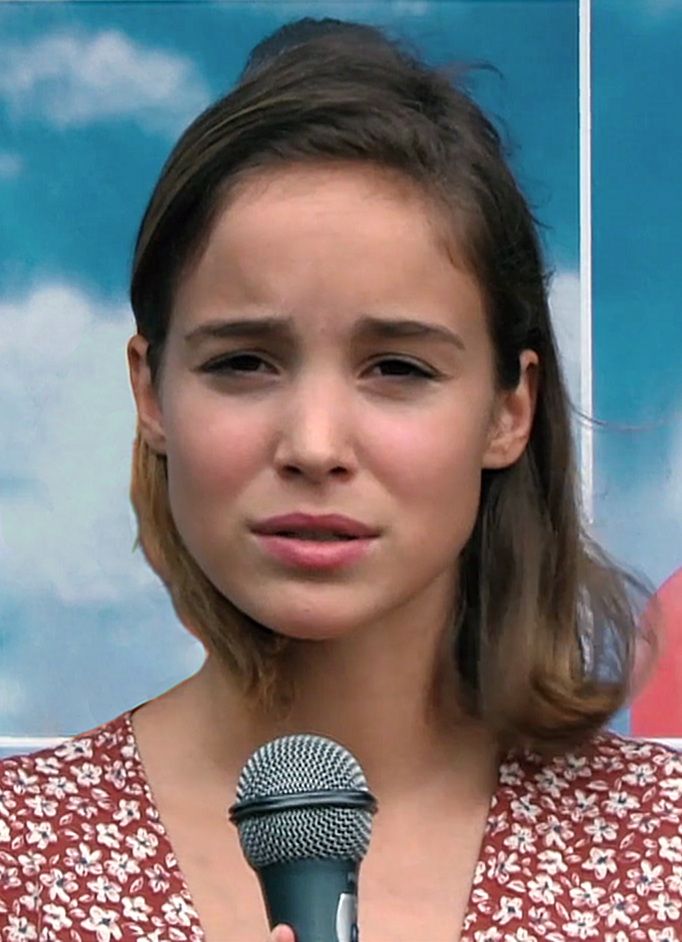
Alba Baptista (* 1997)

- Baptista, Alexandre (1941–2024), portugiesischer Fußballspieler
- Baptista, Amadeu (* 1953), portugiesischer Lyriker und Übersetzer
- Baptista, Antonino (1933–2013), portugiesischer Radrennfahrer
- Baptista, António Maria (1866–1920), portugiesischer Militär und Politiker
- Baptista, Bruno (* 1997), brasilianischer Automobilrennfahrer
- Baptista, Cyro (* 1950), brasilianischer Jazzperkussionist
- Baptista, Eduardo (* 1972), brasilianischer Fußballtrainer
- Baptista, Júlio (* 1981), brasilianischer Fußballspieler
- Baptista, Luis F. (1941–2000), US-amerikanischer Ornithologe und Bioakustiker
- Baptista, Luiz Olavo (1938–2019), brasilianischer Rechtsanwalt und Mitglied Appellate Body
- Baptista, Nelsinho (* 1950), brasilianischer Fußballspieler und Fußballtrainer
- Baptista, Ricardo (* 1982), osttimoresischer Politiker
- Baptista, Silverio Pinto (* 1969), osttimoresischer Beamter und Menschenrechtler
- Baptista, Vítor (1948–1999), portugiesischer Fußballspieler
- Baptista, Vitor (* 1998), brasilianischer Automobilrennfahrer
- Baptista, Werner (1946–2012), Schweizer Art-Brut-Maler
- Baptista-Bastos, Armando (1934–2017), portugiesischer Journalist und Schriftsteller
- Baptistão, Léo (* 1992), brasilianischer Fußballspieler
- Baptiste, Béla (* 1988), deutsch-französischer Regisseur und Schauspieler
- Baptiste, Denys (* 1969), britischer Jazzmusiker
- Baptiste, Hailey (* 2001), US-amerikanische TennisspielerinHailey Baptiste (* 2001)

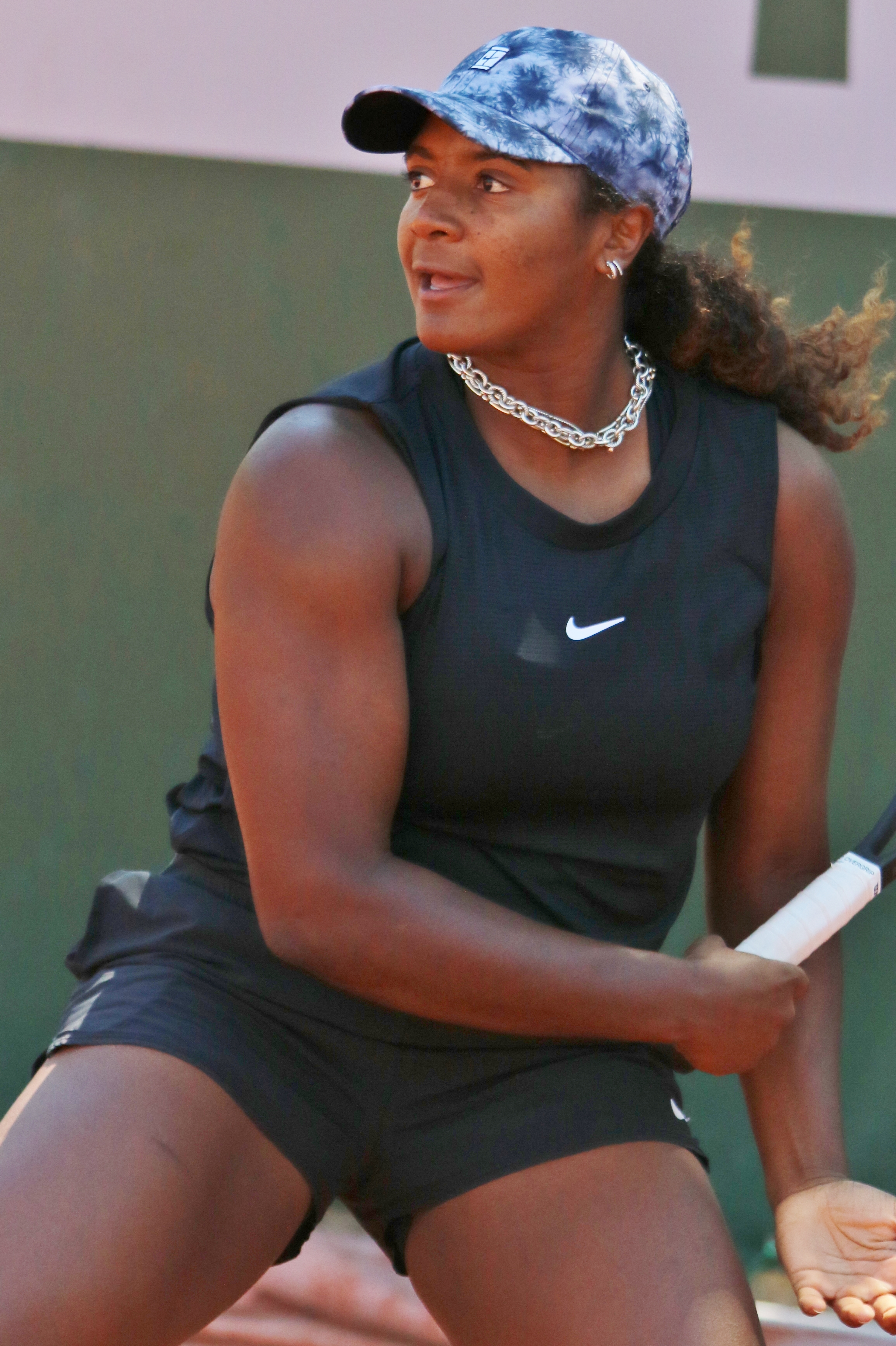
Hailey Baptiste (* 2001)

- Baptiste, Henry-Bernard (* 1989), mauritischer Kugelstoßer
- Baptiste, Jean-Pierre, haitianischer Paramilitär und Kommandeur der FRAPH
- Baptiste, Joan (* 1959), britische Sprinterin
- Baptiste, Kelly-Ann (* 1986), Leichtathletin aus Trinidad und Tobago
- Baptiste, Kirk (1962–2022), US-amerikanischer Leichtathlet
- Baptiste, Leon (* 1985), britischer Sprinter
- Baptiste, Luna (* 2001), deutsche Schauspielerin
- Baptiste, Mona (1928–1993), trinidadische Popsängerin und Schauspielerin
- Baptiste, Nicholas (* 1995), kanadischer Eishockeyspieler
- Baptiste, Rene, vincentischer Politiker
- Baptiste, Shandon (* 1998), grenadisch-englischer Fußballspieler
- Baptiste, Sheridon (* 1964), kanadischer Bobfahrer

### Bapu
- Bapupa, Yannick (* 1982), kongolesischer Fußballtorhüter

### Bapz
- Bapzien, Michael (1628–1693), deutscher Organist